# Каэрано-ди-Сан-Марко
Каэрано-ди-Сан-Марко (итал. Caerano di San Marco) — коммуна в Италии, расположена области Венеция, подчиняется административному центру Тревизо .
Население коммуны, на 01.01.2024 года, составляет 7788 человек, плотность населения — 645,61 чел./км². Коммуна занимает площадь 12,06 км². 
Почтовый индекс — 31031. Телефонный код — 0423.
Покровительницей коммуны почитается Дева Мария Розария, день её памяти ежегодно отмечается 7 октября.

## Города-побратимы
- Буассиз-ле-Руа, Франция (2002)